# Горенштейн, Яша
Яша (Яков Абрамович) Горенштейн (нем. Jascha Horenstein; 1898—1973) — немецкий, американский и британский дирижёр еврейского происхождения.

## Биография
Родился в состоятельной еврейской семье и был тринадцатым из шестнадцати детей Абрама Горенштейна и первым ребёнком от его третьей жены Марии Эттингер, происходившей из австрийской раввинской семьи.
В 1906 году семья перебралась в Кёнигсберг, где Яша занимался у дирижёра и скрипача Макса Броде, а в ноябре 1911 года — в Вену, где он обучался в Городской гимназии № 2 (там одним из первых его друзей стал композитор Ханс Эйслер). С 1916 года обучался в Венской академии музыки у Йозефа Маркса по музыкальной теории и у Франца Шрекера по композиции, там же посещал курсы классической философии; формального дирижёрского образования не получил.
В 1920 году переехал в Берлин вместе с классом Шрекера, назначенного директором Берлинской высшей школы музыки. Писал песни, фортепианную и камерную музыку (впоследствии уничтожил все сочинения), один сезон играл во вторых скрипках в Венском симфоническом оркестре. Вынужден был оставить скрипку, серьёзно повредив палец при разделывании мяса.
В 1922 году дебютировал как дирижёр в зале Венского музыкального общества. Был ассистентом у хорового дирижёра Зигфрида Окса и у Вильгельма Фуртвенглера, чьи репетиции с Берлинским филармоническим оркестром называл своей единственной школой дирижирования. Работал с Берлинским симфоническим оркестром.
В 1928 году по рекомендации Фуртвенглера стал главным дирижёром оркестра, а через год — музыкальным директором Дюссельдорфского оперного театра.
С 1932 года в адрес театра начали приходить послания антисемитского характера, касавшиеся в первую очередь Горенштейна. 31 марта 1933 Горенштейн вынужден был бежать в Париж, опасаясь ареста. Гастролировал в Польше, в течение летних месяцев 1934—1937 гг. — в СССР с оркестрами Москвы и Ленинграда, в последующие годы до начала войны — в Австралии и Новой Зеландии с Русским балетом Монте-Карло, в Палестине (1938) с новым филармоническим оркестром.
18 января 1939 года Горенштейн, получив через знакомого дипломата фальшивые гондурасские паспорта, с семьёй отплыл на океанском лайнере в Нью-Йорк. С 1941 года преподавал на факультете искусств в Новой школе, руководил тамошним хором. В мае 1942 г. дебютировал на американской сцене, но известности в США не приобрёл. В январе 1944 года, по рекомендации Эриха Клайбера, был приглашён в Мехико на серию концертов, имевших огромный успех. В последующие 3,5 года работал в странах Южной Америки, в том числе в Аргентине, Бразилии, Уругвае.
В ноябре 1947 года вернулся во Францию. В 1952 году начал делать записи на фирме Vox, ставшие впоследствии знаменитыми. В 1956 г., вместо заболевшего Йозефа Крипса, дирижировал Лондонским симфоническим оркестром на 6-недельном фестивале искусств, посвящённом 70-летию Йоханнесбурга; сотрудничество с этим коллективом продолжалось до конца жизни Горенштейна. Затем последовала 10-недельная серия концертов на Фестивале латиноамериканской музыки в Венесуэле. В 1958 г. впервые за 25 лет выступил в Германии, заменив заболевшего Ойгена Сенкара (без репетиций) на концерте в Берлине с оркестром РИАС. Концерт прошёл с огромным успехом, однако Горенштейн не остался в Германии. В последующие годы в Германии и Австрии выступал редко.
Сестра Яши Горенштейна Августина была замужем за пианистом Лео Сиротой (1885—1965); их дочь — японский искусствовед и правозащитник Беата Сирота Гордон (1923—2012).

## Репертуар
Горенштейн знаменит главным образом как интерпретатор произведений Малера, хотя его репертуар был весьма широк — от Баха до произведений современных композиторов, многими из которых он дирижировал на премьере.
На протяжении всей своей музыкальной карьеры Горенштейн неизменно включал в программы произведения Антона Брукнера и Густава Малера, хотя вплоть до 1960-х гг. они не пользовались популярностью. Первая симфония Малера входила в программу его дебютного выступления в 1922 г.
В 1927 г. на Франкфуртском фестивале Международного общества современной музыки Горенштейн репетировал премьеры произведений Белы Бартока и Карла Нильсена. В свой первый сезон в Дюссельдорфе он дирижировал такими операми, как «Свадьба Фигаро» В. А. Моцарта, «Любовный напиток» Г. Доницетти, «Саломея» и «Ариадна на Наксосе» Р. Штрауса, «Микадо» А. Салливана, «Шванда-волынщик» Я. Вайнбергера, а в апреле 1930 года — оперой «Воццек» А. Берга, вызвавшей весьма неоднозначную реакцию. Уделял много внимания современной опере: в сезон 1930—1931 гг. под его управлением шли «Тяжеловес, или Честь нации» Э. Кшенека, «Из мёртвого дома» Л. Яначека, «Полёт через океан» К. Вайля, «История солдата» И. Стравинского, а также мировая премьера оперы «Солдаты» М. Гурлитта. В 1938 г. на своём последнем европейском концерте перед отъездом в США Горенштейн дирижировал «Реквиемом» Г. Берлиоза.
Показательна история с фестивалем, посвящённым 70-летию Йоханнесбурга. Эрнест Флайшман, организатор фестиваля и впоследствии менеджер Лондонского симфонического оркестра, попросил Горенштейна заменить внезапно заболевшего Йозефа Крипса. Программа пяти концертов была следующей: симфонии № 40 и 41 В. А. Моцарта, № 92 Й. Гайдна, № 8 Ф. Шуберта, № 3 Л. ван Бетховена, № 4 Р. Шумана, № 1 И. Брамса, № 2 Г. Малера, № 1 У. Уолтона и произведения Р. Штрауса. На вопрос, какие произведения он хотел бы опустить, Горенштейн ответил: «Я знаю их все, кроме Уолтона, которого выучу в самолёте», что он и сделал. На Фестивале латиноамериканской музыки он дирижировал произведениями С. Барбера, Ч. Айвза, А. Копланда и Р. Харриса.